# Kento Kaku
Kento Kaku (賀来 賢人?, Kaku Kento; Tokyo, 3 luglio 1989) è un attore giapponese.
Ha partecipato sempre più assiduamente ad una vasta serie di dorama e film, sia cinematografici che per la TV, ultimo dei quali Ranma ½ in cui ha interpretato la parte del protagonista maschile.

## Filmografia

### Cinema
- Little DJ: Chiisana koi no monogatari, regia di Koto Nagata (2007)
- Shindo, regia di Koji Hagiuda (2007)
- 700 Days of Battle: Us vs. the Police, regia di Tsukamoto Renpei (2008)
- Giniro no Ame, regia di Takayuki Suzui (2009)
- Your Story, regia di Morioka Toshiyuki (2009)
- Gokusen: The Movie, regia di Tôya Satô (2009)
- Kamisama Help!, regia di Sasaki Shota (2010)
- Soft Boy, regia di Toyoshima Keisuke (2010)
- Bushido Sixteen, regia di Tomoyuki Furumaya (2010)
- Goldfish in the Sea, (2010)
- Samurai Angel Wars, regia di Futoshi Sato (2011)
- Shuffle, regia di Kurt Kuenne (2011)
- Paradise Kiss, regia di Takehiko Shinjō (2011)
- Ranma ½, regia di Ryo Nishimura (2011)
- Ore wa mada honki dashitenai dake, regia di Yūichi Fukuda (2013)
- Moriyamachu Driving School, regia di Toyoshima Keisuke (2016)
- Saiki Kusuo no psi-nan, regia di Yûichi Fukuda (2017)
- Chihayafuru Part 3, regia di Norihiro Koizumi (2018)
- The Bucket List, (2019)
- Il Re Leone, regia di Jon Favreau - voce - doppiaggio giapponese (2019)
- The Untold Tale of the Three Kingdoms, regia di Yuichi Fukuda (2020)
- Due come noi!!, regia di Yuichi Fukuda (2020)
- Wotakoi: Love is Hard for Otaku, regia di Yûichi Fukuda (2020)
- AI Amok, regia di Yu Irie (2020)
- Spy × Family - Code: White, regia di Takashi Katagiri - voce (2023)
- Tokyo MER: Mobile Emergency Room: The Movie, regia di Aya Matsuki (2023)
- Kin no Kuni Mizu no Kuni, regia di Morio Asaka, Kotono Watanabe - voce (2023)

### Televisione
- The Naminori Restaurant – serie TV, (2008)
- Taiyō to umi no kyōshitsu – serie TV, (2008)
- Samurai High School – serie TV, (2009)
- Gokusen Special – serie TV, (2009)
- Q10 – serie TV, (2010)
- Tumbling – serie TV, (2010)
- Yuusha Yoshihiko to Maou no Shiro – serie TV, (2011)
- Saigo no Kizuna – serie TV, (2011)
- Asuko March! – serie TV, (2011) - voce
- Clover – serie TV, (2012)
- Ghost Mama Sousasen – serie TV, (2012)
- Testimony of N - Nozomi Ando – serie TV, (2014)
- Hanako to Anne – serie TV, (2014)
- Hana moyu – serie TV, (2015)
- 4-Gō Keibi – serie TV, (2016)
- Wani tokage gisu – serie TV, (2017)
- My Lover's Secret – serie TV, (2017)
- Akira and Akira – serie TV, (2017)
- Super salaryman Saenai-shi – serie TV, (2017) - voce
- Due come noi!! – serie TV, (2018)
- Kuragehime – serie TV, (2018)
- Nippon Noir – serie TV, (2019)
- Afro Tanaka – serie TV, (2019)
- Daddy is My Classmate – serie TV, (2020)
- Naoki Hanzawa – serie TV, (2020)
- Tokyo MER: Mobile Emergency Room – serie TV, (2021)
- House of Ninjas – serie TV, (2024)
- Like a Dragon: Yakuza – serie TV, (2024)

## Doppiatori italiani
Nelle versioni in italiano delle opere in cui ha recitato, Kento Kaku è stato doppiato da:
- Flavio Aquilone in House of Ninjas
- Mirko Cannella in Like a Dragon: Yakuza

Da doppiatore è sostituito da:
- Renato Novara in Spy × Family - Code: White